# Кламет (Каліфорнія)
Кламет (англ. Klamath) — переписна місцевість (CDP) в США, в окрузі Дель-Норте штату Каліфорнія. Населення — 1088 осіб (2020).

## Географія
Кламет розташований за координатами 41°31′57″ пн. ш. 124°0′27″ зх. д. / 41.53250° пн. ш. 124.00750° зх. д. (41.532413, -124.007486).  За даними Бюро перепису населення США в 2010 році переписна місцевість мала площу 32,48 км², уся площа — суходіл.

### Клімат
| Клімат : Кламет         | Клімат : Кламет | Клімат : Кламет | Клімат : Кламет | Клімат : Кламет | Клімат : Кламет | Клімат : Кламет | Клімат : Кламет | Клімат : Кламет | Клімат : Кламет | Клімат : Кламет | Клімат : Кламет | Клімат : Кламет | Клімат : Кламет |
| Показник                | Січ.            | Лют.            | Бер.            | Квіт.           | Трав.           | Черв.           | Лип.            | Серп.           | Вер.            | Жовт.           | Лист.           | Груд.           | Рік             |
| Абсолютний максимум, °C | 23,9            | 26,7            | 27,2            | 30,0            | 32,8            | 36,7            | 31,7            | 33,9            | 35,0            | 32,2            | 25,6            | 22,2            | 36,7            |
| Середній максимум, °C   | 12,4            | 13,5            | 13,7            | 14,7            | 16,6            | 18,2            | 19,1            | 19,3            | 19,6            | 17,9            | 14,8            | 12,6            | 16,0            |
| Середня температура, °C | 8,0             | 8,8             | 9,1             | 10,1            | 12,0            | 14,3            | 14,9            | 15,2            | 14,7            | 12,8            | 10,2            | 8,1             | 11,5            |
| Середній мінімум, °C    | 3,6             | 4,2             | 4,5             | 5,6             | 7,4             | 9,5             | 10,9            | 11,2            | 9,9             | 7,8             | 5,6             | 3,7             | 7,0             |
| Абсолютний мінімум, °C  | −7,8            | −7,2            | −4,4            | −2,8            | −4,4            | 0,6             | 1,1             | 2,2             | −4,4            | −2,2            | −5,6            | −8,9            | −8,9            |
| Норма опадів, мм        | 352             | 274             | 267             | 145             | 92              | 36              | 8               | 19              | 43              | 144             | 297             | 357             | 2034            |
| Днів з опадами          | 17              | 15              | 16              | 12              | 8               | 5               | 2               | 2               | 4               | 8               | 15              | 17              | 121,0           |
| ----------------------- | --------------- | --------------- | --------------- | --------------- | --------------- | --------------- | --------------- | --------------- | --------------- | --------------- | --------------- | --------------- | --------------- |
| Джерело:                |                 |                 |                 |                 |                 |                 |                 |                 |                 |                 |                 |                 |                 |

## Демографія
Згідно з переписом 2010 року, у переписній місцевості мешкало 779 осіб у 307 домогосподарствах у складі 174 родин. Густота населення становила 24 особи/км².  Було 406 помешкань (12/км²).
Расовий склад населення:
| - 48,7 % — білих - 41,7 % — корінних американців - 0,4 % — азіатів - 0,1 % — чорних або афроамериканців |

До двох чи більше рас належало 8,5 %. Частка іспаномовних становила 11,6 % від усіх жителів.
За віковим діапазоном населення розподілялося таким чином: 23,5 % — особи молодші 18 років, 58,0 % — особи у віці 18—64 років, 18,5 % — особи у віці 65 років та старші. Медіана віку мешканця становила 43,1 року. На 100 осіб жіночої статі у переписній місцевості припадало 107,2 чоловіків;  на 100 жінок у віці від 18 років та старших — 109,9 чоловіків також старших 18 років.
Середній дохід на одне домашнє господарство  становив 41 734 долари США (медіана — 31 719), а середній дохід на одну сім'ю — 45 396 доларів (медіана — 37 188). Медіана доходів становила 28 125 доларів для чоловіків та 26 000 доларів для жінок. За межею бідності перебувало 28,9 % осіб, у тому числі 42,5 % дітей у віці до 18 років та 14,6 % осіб у віці 65 років та старших.
Цивільне працевлаштоване населення становило 272 особи. Основні галузі зайнятості: мистецтво, розваги та відпочинок — 20,6 %, освіта, охорона здоров'я та соціальна допомога — 20,2 %, публічна адміністрація — 16,5 %.